# فضاء منتظم موضعيا
في الرياضيات وخاصة الطوبولوجيا، يعتبر الفضاء الطوبولوجي X منتظمًا موضعيًا إذا ما كان بدهيًا يشبه الفضاء المنتظم. وبدقة أكثر فإن الفضاء المنتظم موضعيًا يتوافق مع الخاصية التي تقول أن كل نقطة من الفضاء تنتمي إلى مجموعة فرعية مفتوحة من الفضاء والتي تنتظم ضمن الفضاء الفرعي الطوبولوجي.

## التعريف الاصطلاحي
يقال أن الفضاء الطوبولوجي  X منتظم موضعيًا إذا وإذا فقط كانت كل نقطة x، بـX لديها مجاور يعتبر منتظم يندرج في الفضاء الفرعي الطوبولوجي. وبالتساوي فإن الفضاء X يعتبر منتظمًا موضعيًا إذا وإذا فقط كانت مجموعة المجموعات المفتوحة منتظمة تشكّل ضمن المجموعات الفرعية الطوبولوجية قاعدة للطوبولوجي على X.

## الأمثلة والخصائص
- كل فضاء T0 منتظم يعتبر هاوسدورف موضعي.
- كل فضاء هاوسدورف مدمج موضعي يعتبر دائمًا منتظمًا موضعيًا.
- الفضاء الطبيعي يعتبر منتظمًا موضعيًا دائمًا.
- كل فضاء T1 لا يحتاج أن يكون منتظمًا موضعيًا كما تظهر مجموعة الأرقام الحقيقية مع الفضاء النهائي المشترك.